# Armoriale dei comuni della Corrèze
Armi (stemma e blasonatura) dei comuni della Corrèze.
| Stemma | Nome del comune e blasonatura |
| ------ | --- |
|        | Affieux d'or à trois coquilles de sinople, au franc-quartier d'or à deux lions léopardés de gueules l'un sur l'autre (d'oro, a tre conchiglie di verde; al quartier franco d'oro a due leoni illeoparditi di rosso, l'uno sull'altro) |
|        | Aix d'azur au loup passant d'or, au franc-quartier échiqueté de gueules et d'or (d'azzurro, al lupo passante d'oro; al quartier franco a sinistra scaccato di rosso e d'oro) |
|        | Albignac d'azur à la croix d'or, cantonnée aux 1 et 4 d'un besant d'or, aux 2 et 3 d'une défense de sanglier d'argent (d'azzurro, alla croce d'oro, accantonata in 1 e 4 da un bisante d'oro, in 2 e 3 da una difesa (zanna) di cinghiale d'argento) |
|        | Albussac de gueules au chevron d'or accompagné en pointe d'un croissant d'argent, au chef cousu d'azur chargé de trois étoiles d'or à six rais (di rosso, allo scaglione d'oro, accompagnato in punta da un crescente d'argento; al capo cucito d'azzurro, caricato di tre stelle d'oro di sei raggi) |
|        | Allassac - (semitroncato partito: nel 1° di nero all'aquila d'oro, lampassata di rosso; nel 2° d'argento, al lambello a tre pendenti di rosso; nel 3° d'oro, al leone di rosso) |
|        | Alleyrat d'or à la bande d'azur chargée de trois fleurs de lys de jardin d'argent tigés et feuillés de même, posés en bande (d'oro, alla banda d'azzurro caricata di tre gigli di giardino d'argento, fustati e fogliati dello stesso, posti in banda) |
|        | Altillac d'azur au loup ravissant d'or, à la bordure engrelée de gueules, au chef cousu de même chargé de trois étoiles d'or (d'azzurro, al lupo rapace d'oro, alla bordura spinata di rosso; al capo cucito dello stesso caricato di tre stelle d'oro) |
|        | Ambrugeat d'or à trois lions de gueules posés 2 et 1 (d'oro, a tre leoni di rosso posti 2 e 1) |
|        | Les Angles-sur-Corrèze d'azur à l'escarboucle d'or (d'azzurro, al raggio di carbonchio d'oro) |
|        | Argentat d'azur à deux clefs adossées d'argent posées en pal et entrelacées par l'anneau (d'azzurro, a due chiavi addossate d'argento con gli anelli interallacciati) |
|        | Arnac-Pompadour d'azur à trois tours d'argent maçonnées de sable (d'azzurro, a tre torri d'argento murate di nero) |
|        | Astaillac d'azur au chevron écoté d'or accompagné de trois roquets de même, 2 en chef et 1 en pointe (d'azzurro, allo scaglione noderoso d'oro, accompagnato da tre punte di picca dello stesso) |
|        | Aubazines parti, au premier de gueules au soleil d'or soutenu de deux étoiles de même mises en pal, au second, d'azur à la lune d'argent soutenu de deux étoiles de même mises en pal (partito: nel 1º di rosso, al sole d'oro sostenuto da due stelle dello stesso ordinate in palo; nel 2º d'azzurro, alla luna d'argento sostenuta da due stelle dello stesso ordinate in palo) |
|        | Ayen tiercé en fasce : au premier de gueules à la croix d'argent, au deuxième d'azur aux trois fleurs de lys d'or ordonnées 2 et 1, au troisième de gueules à la bande d'or (interzato in fascia: nel 1° di rosso, alla croce d'argento; nel 2° d'azzurro, a tre gigli d'oro; nel 3° di rosso, alla banda d'oro) |
|        | Bassignac-le-Bas d'azur à trois bandes d'or, au franc canton coticé d'or et de gueules de douze pièces (d'azzurro, a tre bande d'oro; al canton franco d'oro e di rosso di dodici pezzi) |
|        | Bar d'argent à trois fasces de gueules (d'argento, a tre fasce di rosso) |
|        | Bassignac-le-Haut parti : au premier, d'argent à la bande de gueules accompagnée de six flanchis de même posés en orle. au second, de gueules à la bande d'or, au chef cousu d'azur à trois étoiles d'or (partito: nel 1º d'argento, alla banda di rosso, accompagnata da sei crocette di Sant'Andrea dello stesso poste in orlo; nel 2º di rosso, alla banda d'oro, al capo cucito d'azzurro, caricato di tre stelle d'oro) |
|        | Beaulieu-sur-Dordogne coupé, au premier de gueules à l'enceinte fortifiée d'argent à trois tours crènelées et couvertes du même, ouvertes et ajourées de sable. au second, d'azur à un dextrochère d'argent mouvant du flanc senestre, tenant une clef du même posée en pal, le panneton en haut et débordant de la tige (troncato: nel 1º di rosso, alla cinta fortificata d'argento a tre torri merlate e coperte dello stesso, aperte e finestrate di nero; nel 2º d'azzurro, al destrocherio d'argento movente dal fianco sinistro, tenente una chiave dello stesso posta in palo, col congegno in alto ed esteso oltre lo stelo) |
|        | Beaumont parti, au premier d'argent au lion de gueules accompagné en chef d'une étoile de même, au second d'argent à trois fasces de gueules, au chef d'azur chargé de trois étoiles d'or (partito: nel 1º d'argento, al leone di rosso accompagnato in capo da una stella dello stesso; nel 2º d'argento a tre fasce di rosso, al capo d'azzurro caricato di tre stelle d'oro) |
|        | Bellechassagne écartelé,aux 1 et 4 d'azur au loup passant d'or, aux 2 et 3 d'argent à l'aigle de sable armée et languée de gueules, sur le tout, d'or à la fleur de lys de gueules (inquartato: nel 1º e 4º d'azzurro, al lupo passante d'oro; nel 2º e 3º d'argento, all'aquila di nero, armata e lampassata di rosso; sul tutto d'oro, al giglio di rosso) |
|        | Benayes écartelé, aux 1 et 4, de gueules à trois rocs d'échiquier d'argent, aux 2 et 3 d'azur à trois fasces d'or (inquartato: nel 1º e 4º di rosso, a tre rocchi di scacchiere d'argento; nel 2º e 3º d'azzurro, a tre fasce d'oro) |
|        | Beynat palé d'argent et de gueules de six pièces, au chef fascé d'argent et d'azur de six pièces (palato d'argento e di rosso, al capo fasciato d'argento e d'azzurro) |
|        | Beyssenac fascé de six pièces d'argent et d'azur, au chef de même chargé de trois fleurs de lys d'or (fasciato di sei pezzi d'argento e d'azzurro; al capo dello stesso caricato di tre gigli d'oro) |
|        | Billac d'azur au soleil d'or, au chef cousu de gueules chargé d'un croissant d'argent accompagné de deux étoiles d'or (d'azzurro, al sole d'oro; al capo cucito di rosso, caricato da un crescente d'argento accompagnato da due stelle d'oro) |
|        | Bonnefond d'or au chevron de gueules accompagné de trois branches de romarin de sinople (d'oro, allo scaglione di rosso, accompagnato da tre rami di rosmarino di verde) |
|        | Bort-les-Orgues Actuel: d'azur à trois flanchis d'argent (d'azzurro, tre crocette di Sant'Andrea d'argento) Anciens: - d'or, au sautoir denché de gueules (d'oro, alla croce di Sant'Andrea scalinata di rosso) - d'azur, à trois bandes ondées d'or (d'azzurro, a tre bande ondate d'oro) |
|        | Branceilles d'azur au phoenix d'or sur son immortalité de gueules regardant un soleil d'or issant du canton dextre du chef (d'azzurro, alla fenice d'oro sulla sua immortalità di rosso, fissante un sole d'oro nascente dal canton destro del capo) |
|        | Brignac-la-Plaine de gueules au lion d'or armé et lampassé de sable, accosté de deux épées hautes d'or posées en pal (di rosso, al leone d'oro armato e lampassato di nero, accostato da due spade alte d'oro poste in palo) |
|        | Brive-la-Gaillarde d'azur, à neuf épis de blé mis en trois fleurs de lis, 1 et 2 (d'azzurro, a nove spighe di grano poste in tre ventagli, 1 e 2) |
|        | Brivezac d'argent à cinq merlettes de sable posées deux et trois, au franc-canton de gueules (d'argento, a cinque merlotti di nero posti 2 e 3, al canton franco di rosso) |
|        | Bugeat gironné d'or et d'azur de huit pièces, à la croix de Malte d'argent brochant sur la partition, au chef de gueules chargé d'un sapin d'argent accosté de deux abeilles volant d'or (gheronato d'oro e d'azzurro di otto pezzi, alla croce di Malta d'argento attraversante sulla partizione; al capo di rosso caricato di un abete d'argento accostato da due api volanti d'oro) |
|        | Camps-Saint-Mathurin-Léobazel D'hermine à le bande de gueules, au franc canton coticé d'or et de gueules de douze pièces (d'armellino, alla banda di rosso, al canton franco cotissato d'oro e di rosso di dodici pezzi) |
|        | Chabrignac écartelé, au 1 de gueules au loup d'or, au 2 de sable à l'aigle d'or, au 3 d'azur à trois tours d'argent maçonnées de sable, au 4 d'azur à trois étoiles d'or, au lambel de même (inquartato: nel 1º di rosso, al lupo d'oro; nel 2º di nero, all'aquila d'oro; nel 3º d'azzurro, a tre torri d'argento murate di nero; nel 4º d'azzurro, a tre stelle d'oro sormontate da un lambello dello stesso) |
|        | Chamberet parti, au premier, coupé, au 1, d'or à deux lions léopardés de gueules, au 2 de sable au lion d'or,au second fascé d'argent et de gueules de six pièces, les fasces d'argent chargées chacune de trois moucheture d'hermine (semitroncato partito: nel 1º d'oro, a due leoni illeoparditi di rosso; nel 2º di nero, al leone d'oro; nel 3º fasciato d'argento e di rosso, ciascuna delle fasce d'argento caricate da tre moscature d'armellino) |
|        | Chamboulive d'or au châtaignier de sinople fruité de gueules, sur une terrasse de sinople, au chef d'azur chargé de trois fleurs de lys d'or (d'oro, al castagno di verde, fruttato di rosso, su una terrazza pure di verde; al capo d'azzurro, caricato di tre gigli d'oro) |
|        | Chameyrat d'azur à une cloche d'argent soutenant un coq d'or crêté et barbé de gueules et accompagné de trois étoiles d'or, deux au flanc, une en pointe (d'azzurro, alla campana d'argento sostenente un gallo d'oro crestato e bargigliato di rosso, e accompagnata da tr estelle d'oro, due ai fianchi e una in punta) |
|        | Champagnac-la-Noaille d'argent à trois miroirs de gueules (d'argento, a tre specchi di rosso) |
|        | Chanac-les-Mines burelé d'argent et d'azur de douze pièces, au lion de gueules brochant sur le tout (burellato d'argento e d'azzurro di dodici pezzi, al leone di rosso attraversante sul tutto) |
|        | Chanteix d'azur au sautoir denché d'or cantonné de quatre croissants d'argent, au franc-canton d'or à deux lions léopardés de gueules l'un sur l'autre (d'azzurro, alla croce di Sant'Andrea dentata d'oro, accantonata da quattro crescenti d'argento; al canton franco d'oro a due leoni illeparditi di rosso, l'uno sull'altro) |
|        | La Chapelle-aux-Brocs d'azur à trois étoiles à six rais d'or, au chef cousu de gueules chargé d'une croix d'argent (d'azzurro, a tre stelle di sei raggi d'oro; al capo cucito di rosso, caricato da una croce d'argento) |
|        | La Chapelle-aux-Saints de gueules au lion d'argent armé, lampassé et couronné d'or, accompagné de treize besants d'argent posés en orle (di rosso, al leone d'argento armato, lampassato e coronato d'oro, accompagnato da tredici bisanti d'argento posti in orlo) |
|        | La Chapelle-Saint-Géraud d'argent à une palme de sinople issant d'un croissant d'azur et accompagné de deux lions affrontés de gueules (d'argento, alla palma di verde uscente da un crescente d'azzurro e accompagnata da due leoni affrontati di rosso) |
|        | Chapelle-Spinasse d'azur au sautoir ondé d'or cantonné de quatre tours d'argent, au franc-canton échiqueté de gueules et d'or (d'azzurro, al decusse ondato d'oro, accantonato da quattro torri d'argento, al canton franco scaccato di rosso e d'oro) |
|        | Chartrier-Ferrière parti, au 1er, d'argent à l'aigle de gueules bécquée et membrée d'azur, au 2nd, coticé d'or et de gueules de douze pièces (partito: nel 1º d'argento, all'aquila di rosso, rostrata, lampassata e membrata d'azzurro uscente dalla partizione; nel 2º cotissato d'oro e di rosso di dodici pezzi) |
|        | Le Chastang d'azur à la main appaumée d'or, au franc-canton coticé d'or et de gueules de douze pièces (d'azzurro, alla mano appalmata d'oro, al canton franco cotissato d'oro e di rosso di dodici pezzi) |
|        | Chasteaux burelé d'argent et d'azur de dix pièces à trois chevrons de gueules, le premier écimé, brochant sur la partiton (burellato d'argento e d'azzurro di dieci pezzi, a tre scaglioni di rosso, il primo troncato, attraversanti sulla partizione) |
|        | Chauffour-sur-Vell parti, au 1er, d'azur au pal d'argent accosté de deux bustes de même, au 2nd d'azur à six burelles d'or (partito: nel 1º d'azzurro, al palo d'argento accostato da due busti dello stesso; nel 2º d'azzurro, a sei burelle d'oro) |
|        | Chaveroche d'argent à la croix ancrée de gueules (d'argento, alla croce ancorata di rosso) |
|        | Chenailler-Mascheix de gueules au chevron accompagné en chef de deux coeurs et en pointe d'un croissant, le tout d'argent (di rosso, allo scaglione accompagnato in capo da due cuori e in punta da un crescente, il tutto d'argento) |
|        | Chirac-Bellevue écartelé au 1 et 4 de sable au lion d'or, au 2 et 3 d'or à trois bandes de gueules (inquartato: nel 1º e 4º di nero, al leone d'oro; nel 2º e 3º d'oro, a tre bande di rosso) |
|        | Clergoux d'azur au chevron d'or accompagné de 3 palmes de même (d'azzurro, allo scaglione d'oro, accompagnato da tre palme dello stesso) |
|        | Collonges-la-Rouge d'azur à la bande d'argent, à l'écu en coeur coticé d'or et de gueules de douze pièces (d'azzurro, alla banda d'argento, allo scudetto in cuore cotissato d'oro e di rosso di dodici pezzi) |
|        | Combressol d'argent à la jumelle en bande de sinople accostée de deux bandes de même, bordé de sinople, la jumelle chargée en coeur d'un écu échiqueté d'or et de gueules bordé de sinople (d'argento, alla gemella in banda di verde, accostata da due bande dello stesso, bordato di verde; la gemella caricata in cuore da uno scudo scaccato d'oro e di rosso bordato di verde) |
|        | Concèze Ecartelé de gueules et d'hermine (inquartato di rosso e d'armellino) |
|        | Condat-sur-Ganaveix d'azur à une étoile d'argent accompagné de trois coeurs d'or (d'azzurro, alla stella d'argento, accompagnata da tre cuori d'oro) |
|        | Cornil d'or à deux cors de chasse de gueules, l'un sur l'autre (d'oro, a due corni da caccia di rosso, l'uno sull'altro) |
|        | Corrèze d'argent à trois bandes ondées de sinople (d'argento, a tre bande ondate di verde) |
|        | Cosnac d'argent semé de molettes de sable, au lion de même, armé, lampassé et couronné de gueules brochant sur le tout (d'argento seminato di rotelle di sperone di nero, al leone dello stesso, armato, lampassato e coronato di rosso attraversante sul tutto) |
|        | Couffy-sur-Sarsonne fascé d'or et de gueules à six pièces, au franc quartier échiqueté de gueules et d'or (fasciato d'oro e di rosso, al quartier franco scaccato di rosso e d'oro) |
|        | Courteix d'or à une épée de gueules posée en bande, un écu de même à la croix d'argent brochant en abîme (d'oro, alla spada di rosso posta in banda, allo scudo dello stesso, alla croce d'argento, attraversante in abisso) |
|        | Cublac coupé au 1er, d'azur à une épée haute d'argent posée en pal, accompagnée de deux croissants aussi d'argent, au 2nd, d'or à un arbre arraché de sinople (troncato: nel 1º d'azzurro, alla spada alta d'argento posta in palo, accompagnata da due crescenti pure d'argento; nel 2º d'oro, all'albero sradicato di verde) |
|        | Curemonte d'argent à trois jumelles en bande de gueules (d'argento, a tre gemelle in banda di rosso) |
|        | Dampniat de sable à un mont de dix coupeaux d'or, au franc-canton coticé d'or et de gueules de douze pièces (di nero, al monte di dieci cime d'oro; al canton franco cotissato d'oro e di rosso di dieci pezzi) |
|        | Darazac de gueules à la bande d'or, au chef cousu d'azur chargé de trois étoiles aussi d'or (di rosso, alla banda d'oro; al capo cucito d'azzurro, caricato di tre stelle pure d'oro) |
|        | Darnets parti, au 1er, échiqueté d'argent et d'azur, au 2nd, d'azur à trois poissons d'argent nageant et contre nageant l'un sous l'autre (partito: nel 1º scaccato d'argento e d'azzurro; nel 2º d'azzurro, a tre pesci d'argento nuotanti e contronuotanti l'uno sull'altro) (il disegno in realtà rappresenta tre pesci uscenti dalla partizione, il primo e il terzo rivoltati) |
|        | Davignac de gueules au cerf passant d'or (di rosso, al cervo passante d'oro) |
|        | L'Église-aux-Bois d'azur à trois bourdons de pélerins d'or, posés 2 et 1, celui du centre surmonté d'une étoile d'argent (d'azzurro, a tre bordoni del pellegrino d'oro, posti 2 e 1, quello centrale sormontato da una stella d'argento) |
|        | Égletons échiqueté d'or et de gueules de huit tires (scaccato d'oro e di rosso di otto tiri) |
|        | Espagnac d'azur à deux lions affrontés d'argent (d'azzurro, a due leoni affrontati d'argento) |
|        | Estivals d'or au sautoir de gueules accompagné en chef d'une étoile de même (d'oro, al decusse di rosso, accompagnato in capo da una stella dello stesso) |
|        | Estivaux écartelé, au 1 et 4, de gueules à la tour d'argent, au 2 et 3 de gueules à la croix aiguisée d'argent cantonnée de quatre fleurs de lys d'or (inquartato: nel 1º e 4º di rosso, alla torre d'argento; nel 2º e 3º di rosso, alla croce aguzzata d'argento, accantonata da quattro gigli d'oro) |
|        | Eygurande écartelé, au premier de gueules à trois bandes d'or, au deuxième d'or à trois chevrons de sable, au troisième de gueules à trois étoiles d'or, au quatrième d'argent au lion de gueules ; sur le tout échiqueté d'or et de gueules de six tires (inquartato: nel 1° di rosso, a tre bande d'oro; nel 2° d'oro, a tre scaglioni di nero; nel 3° di rosso, a tre stelle d'oro; nel 4° d'argento, al leone di rosso; sul tutto scaccato d'oro e di rosso) |
|        | Eyrein parti, au 1er d'argent à la bande d'azur, accompagnée de six roses de gueules posées en orle, au 2nd, d'azur à la fasce d'or (partito: nel 1º d'argento, alla banda d'azzurro, accompagnata da sei rose di rosso poste in orlo; nel 2º d'azzurro, alla fascia d'oro) |
|        | Favars d'or à un plant de deux tiges de fèves de sinople, au franc-canton coticé de douze pièces d'or et de gueules (d'oro, a una pianta di fave di due rami di verde, al canton franco cotissato di dodici pezzi d'oro e di rosso) |
|        | Feyt parti, au premier d'azur semé de besants d'or, au second d'argent à la bande de gueules chargée de deux coquilles d'or posées à plomb (partito: nel 1° d'azzurro seminato di bisanti; nel 2° d'argento, alla banda di rosso caricata da due conchiglie d'oro poste a piombo) |
|        | Forgès parti, au premier, de sinople à trois fasces d'argent, au second, de gueules à la croix d'argent remplie de sinople (partito: nel 1º di verde, a tre fasce d'argento; nel 2º di rosso, alla croce d'argento ripiena di verde) |
|        | Gimel-les-Cascades burelé d'argent et d'azur, à la bande de gueules brochant sur le tout (burellato d'argento e d'azzurro, alla banda di rosso attraversante sul tutto) |
|        | Goulles d'argent à trois bandes d'azur accompagnées de huit charbons de sable allumés de gueules, posés 1,3,3 et 1 (d'argento, a tre bande d'azzurro accompagnate da otto carboni di nero accesi di rosso, posti 1, 3, 3 e 1) |
|        | Gourdon-Murat écartelé, au 1 et 4, fascé d'argent et de gueules de six pièces, les fasces d'argent chargées chacune de trois mouchetures d'hermine, au 2 et 3, d'azur à cinq fusées d'argent accolées et rangées en fasce (inquartato: nel 1º e 4º fasciato d'argento e di rosso, le fasce d'argento caricate ciascuna di tre moscature d'armellino; nel 2º e 3º d'azzurro, a cinque fusi d'argento accollati e ordinati in fascia) |
|        | Le Jardin écartelé d'or et de gueules,sur le tout, échiqueté de gueules et d'or (inquartato d'oro e di rosso, sul tutto scaccato di rosso e d'oro) |
|        | Jugeals-Nazareth écartelé, au 1 et 4 d'azur à la fasce d'or accompagnée de trois étoiles d'argent 2 en chef 1 en pointe. en 2 et3 d'azur au chevron accompagné en chef de deux étoiles et en pointe d'un lion, le tout d'or (inquartato: nel 1º e 4º d'azzurro, alla fascia d'oro accompagnata da tre stelle d'argento, 2 in capo e 1 in punta; nel 2º e 3º d'azzurro, allo scaglione accompagnato in capo da due stelle e in punta da un leone, il tutto d'oro) |
|        | Lagarde-Enval d'azur au pal d'or accosté de six étoiles de même, à la bande de gueules brochant sur le tout (d'azzurro, al palo d'oro, accostato da sei stelle dello stesso, alla banda di rosso attraversante sul tutto) |
|        | Lagleygeolle de sable au lion d'argent armé, lampassé et couronné d'or (di nero, al leone d'argento, armato, lampassato e coronato d'oro) |
|        | Lagraulière d'azur au lion d'argent armé et lampassé de gueules (d'azzurro, al leone d'argento, armato e lampassato di rosso) |
|        | Lamazière-Basse d'azur à trois bandes d'or (d'azzurro, a tre bande d'oro) |
|        | Lanteuil de gueules à quatre fasces d'or, au franc-quartier d'or au lion de gueules (di rosso, a quattro fasce d'oro, al quartier franco d'oro al leone di rosso) |
|        | Laroche-près-Feyt d'argent au chevron componné d'or et de gueules de huit pièces, accompagné en chef de cinq roses de gueules et en pointe d'un mai (arbre) de sinople (d'argento, allo scaglione composto d'oro e di rosso di otto pezzi, accompagnato in capo da cinque rose di rosso e in punta da un albero di maggio di verde) |
|        | Latronche d'azur à trois pommes d'or, au franc-canton échiqueté de gueules et d'or (d'azzurro, arte mele d'oro, al canton franco scaccato di rosso e d'oro) |
|        | Laval-sur-Luzège de gueules à l'épée d'argent posée en bande, la garde en bas, accostée de six roses de même 3 en chef et 3 en pointe (di rosso, alla spada d'argento posta in banda, con la guardia in basso, accostata da sei rose dello stesso, 3 in capo e 3 in punta) |
|        | Lestards écartelé au 1 et 4, d'argent à un arbre arraché de sinople fûté de sable et fruité de gueules et accompagné en chef de trois étoiles de même, au 2 et 3 d'azur à la tour d'argent maçonnée et ajourée de sable (inquartato: nel 1º e 4º d'argento, all'albero sradicato di verde, fustato di nero, fruttato di rosso e accompagnato in capo da tre stelle dello stesso; nel 2º e 3º d'azzurro, alla torre d'argento murata e finestrata di nero) |
|        | Lubersac de gueules, au loup passant d'or (di rosso, al lupo passante d'oro) |
|        | Madranges parti, au premier de gueules à trois fasces d'or, au chef cousu d'azur chargé de trois étoiles d'or, au second d'azur au lion d'or, armé et lampassé de gueules (partito: nel 1° di rosso, a tre fasce d'oro, al capo d'azzurro, caricato di tre stelle d'oro; nel 2° d'azzurro, al leone d'oro, armato e lampassato di rosso) |
|        | Mercœur d'azur au lion d'argent entouré de treize besants d'or, au chef de même chargé de trois molettes de sable (d'azzurro, al leone d'argento, circondato da tredici bisanti d'oro; al capo dello stesso, caricato di tre rotelle di sperone di nero) |
|        | Moustier-Ventadour échiqueté de gueules et d'or (scaccato di rosso e d'oro di otto tiri e nove file) |
|        | Noailles de gueules, à la bande d'or (di rosso, alla banda d'oro) |
|        | Reygade parti, au 1er de gueules à une gerbe de blé d'or soutenue d'un croissant d'argent, au chef d'azur chargé d'une étoile d'or, au 2nd d'azur à la bande d'argent, au chef de même chargé de trois étoiles de gueules (partito: nel 1º di rosso, al covone di grano d'oro, sostenuto da un crescente d'argento; al capo d'azzurro caricato di una stella d'oro; nel 2º d'azzurro, alla banda d'argento; al capo dello stesso, caricato di tre stelle di rosso) |
|        | Rosiers-d'Égletons d'argent à la bande d'azur accostée de six roses de gueules en orle (d'argento, alla banda d'azzurro accostata da sei rose di rosso poste in orlo) |
|        | Saint-Augustin Ecartelé, aux 1 et 4, d'azur au phénix d'or, sur son immortalité de gueules, regardant un soleil d'or issant du canton dextre du chef aux 2 et 3, d'argent à un arbre arraché de sinople, sommé d'une colombe de gueules, au chef d'azur chargé de trois étoiles d'or (inquartato: nel 1º e 4º d'azzurro, alla fenice d'oro, sulla sua immortalità di rosso, fissante un sole d'oro uscente dal canton destro del capo; nel 2ºe 3º d'argento, all'albero sradicato di verde, cimato da una colomba di rosso, al capo d'azzurro caricato di tre stelle d'oro)                                                           |
|        | Saint-Bonnet-les-Tours-de-Merle d'argent à la barre de gueules accompagnée de six flanchis de gueules posés en orle (d'argento, alla sbarra di rosso, accompagnata da sei crocette di Sant'Andrea scorciate di rosso poste in orlo) (in realtà il disegno porta una banda e non una sbarra) |
|        | Saint-Cirgues-la-Loutre D'or, à une loutre de sable allumée du champ, frappée d'un marteau de gueules, au chef du même chargé d'une tour d'argent, maçonnée de sable, ouverte et ajourée du champ, accostée de deux merlettes aussi d'or (d'oro, alla lontra di nero, illuminata del campo, colpita da un martello di rosso; al capo dello stesso, caricato di una torre d'argento, murata di nero, aperta e finestrata del campo, accostata da due merlotti pure d'oro) |
|        | Saint-Geniez-ô-Merle d'or semé de merlettes de sable, à la tour de gueules maçonnée de sable, ouverte et ajourée du champ brochant sur le tout (d'oro seminato di merlotti di nero, alla torre di rosso murata di nero, aperta e finestrata del campo, attraversante sul tutto) |
|        | Saint-Julien-aux-Bois de gueules au chevron d'or accompagné de deux croisettes de même, une en chef et une en pointe (di rosso, allo scaglione d'oro, accompagnato da due crocette dello stesso, una in capo e una in punta) |
|        | Saint-Julien-le-Pèlerin d'argent à un arbre arraché de sinople, au chef d'azur chargé d'un croissant d'argent accosté de deux étoiles d'or (d'argento, all'albero sradicato di verde; al capo d'azzurro, caricato di un crescente d'argento accostato da due stelle d'oro) |
|        | Saint-Pardoux-la-Croisille de gueules à trois bandes d'or (di rosso, a tre bande d'oro) |
|        | Saint-Privat d'or au lion de gueules, au chef d'azur chargé de trois étoiles du champ (d'oro, al leone di rosso, al capo d'azzurro, caricato di tre stelle del campo) |
|        | Servières-le-Château parti, au 1er, coticé d'or et de gueules de douze pièces, au 2nd, d'argent à la bande de gueules accompagnée de six flanchis de même rangés en orle, sur le tout d'azur au château sommé de trois tours d'argent ouvert et ajouré du champ (partito: nel 1º cotissato d'oro e di rosso di dodici pezzi; nel 2º d'argento, alla banda di rosso, accompagnata da sei crocette di Sant'Andrea scorciate dello stesso ordinate in orlo; sul tutto d'azzurro, al castello cimato da tre torri d'argento, aperto e finestrato del campo)                                                                               |
|        | Sexcles d'or à la jumelle de sable posée en bande, accompagnée de six merlettes de même en orle (d'oro, alla gemella di nero posta in banda, accompagnata da sei merlotti dello stesso posti in orlo) |
|        | Tulle de gueules, à trois rocs d'or, 2 et 1 ; au chef d'azur, chargé de trois fleurs de lis d'or (di rosso, a tre rocchi di scacchiere d'oro, 2 e 1; al capo d'azzurro, caricato di tre gigli d'oro) |
|        | Turenne coticé d'or et de gueules de douze pièces (cotissato d'oro e di rosso di dodici pezzi) |
|        | Ussel d'azur à la porte d'or; la serrure et les bris d'huis de sable; et trois étoiles d'or, deux en chef et une en pointe (d'azzurro, alla porta d'oro, con la serratura e i cardini di nero, e tre stelle d'oro, due in capo e una in punta) |
|        | Uzerche d'or à deux bouveaux de gueules, au chef d'azur chargé de trois fleurs de lys du champ (d'oro, a due buoi di rosso, al capo d'azzurro, caricato di tre gigli del campo) |
|        | Uzerche d'azur, semé d'étoiles à six rais d'argent, chargé de deux lionceaux passant l'un sur l'autre, d'or (d'azzurro seminato di stelle (6) d'argento, caricato da due leoncelli d'oro passanti l'uno sull'altro) |
|        | Vigeois fascé d'argent et de gueules, les fasces d'argent chargées chacune de trois mouchetures d'hermine de sable (fasciato d'argento e di rosso, con le fasce d'argento caricate ognuna di tre moscature d'armellino) |